# Julus krueperi
Julus krueperi är en mångfotingart som beskrevs av Karl Wilhelm Verhoeff 1901. Julus krueperi ingår i släktet Julus och familjen kejsardubbelfotingar. Inga underarter finns listade i Catalogue of Life.